# Franz Wurz
Pour les articles homonymes, voir Wurz.
Franz Wurz, né le 2 décembre 1946 à Eggern en Basse-Autriche, est un pilote de rallycross et de rallye autrichien, également copilote.

## Biographie
Fils du meunier de Waldviertel lui-même pilote sur BMW 328 dans les années 1950, il a été le premier double Champion d'Europe de rallycross, en 1974 (sur VW 1302S 2.4 à moteur de VW 411 dans un championnat alors non reconnu par la FIA, la compétition Embassy) et 1978 (sur Lancia Stratos HF 2.4), empochant au passage la Coupe d'Europe FIA de rallycross en 1976 sur la Lancia Stratos HF 2.4.
Il a commencé le sport automobile en 1967 sur Opel Kadett, passant rapidement sur l'ex-Mini Cooper S du futur champion d'Europe 1977 de rallycross Herbert Grünsteidl (sur Alpine A310 V6).
Il a également remporté la Coupe d'Autriche d'autocross en 1969 sur Ford Escort TwinCam, puis le championnat autrichien en 1970, 1971 et 1972 sur VW Buggy 2.0, et en 1976 et 1977 sur Lancia Stratos HF 2.4., disputant encore des épreuves des championnats suédois, finlandais, et allemand en 1982.

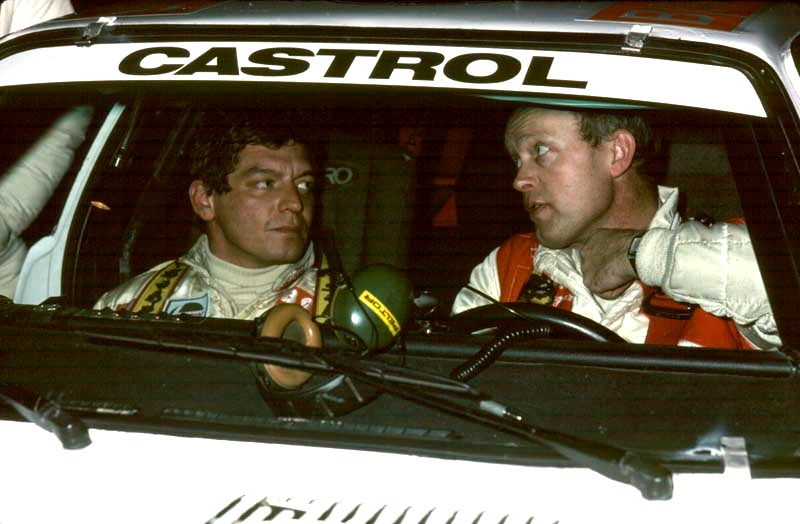
Franz Wurz ici en Audi Quattro A1 aux côtés de Björn Waldegård, au rallye Jänner en 1984 (2e).

En 1978, il connut des déboires sur Fiat 131 Mirafiori Abarth, et il se retira alors de la compétition durant quatre ans avant de retourner une première fois au rallycross (champion d'Europe de Division Grand Tourisme en 1982 avec une Audi Quattro, son quatrième trophée continental), puis pour quelques épreuves à sa discipline d'origine, le rallye.
Ainsi en 1983, il remporta le Groupe A lors du Rallye d'Argentine avec Rudi Stohl (de) pour copilote sur Audi 80 quattro, en obtenant la même année une licence pour le Groupe B.
En Championnat d'Europe des rallyes, il a remporté comme pilote le rallye Günaydin en 1984 (alors rallye de Turquie) avec Johannes Geist sur l'Audi Quattro, faisant la même année office de copilote pour Björn Waldegård au rallye Jänner en ERC, l'équipage se classant deuxième. En fin de saison il obtint cependant un poste officiel d'instructeur à l'Automobile Club ÖAMTC, puis il collabora durant les années suivantes avec divers "Safer-Drive-Zentren" (centres de sécurité routière locaux).
Au début des années 1990, il accompagna le démarrage de carrière de son fils Alexander Wurz, futur pilote de Formule 1.
En janvier 2012, les deux hommes ont ouvert un important centre de sécurité routière au Caire, couvrant 40 hectares.

## Distinction
- 2006 (8 juin), par la Chancellerie fédérale d'Autriche.